# Mutilarea vitelor
Mutilarea vitelor reprezintă uciderea aparentă și mutilarea bovinelor în circumstanțe neobișnuite sau anormale. S-a afirmat că există cazuri asemănătoare și la oi și cai care ar fi fost mutilate în circumstanțe similare.

## Caracteristici
O particularitate a acestor incidente este natura chirurgicală a mutilării și fenomenele inexplicabile, cum ar fi golirea completă de sânge a animalului, pierderea de organe interne fără niciun punct evident de intrare și îndepărtarea chirurgicală precisă a organelor de reproducere. Un alt eveniment raportat este că animalul este găsit aruncat într-o zonă fără urme spre și dinspre cadavrul animalului, chiar și atunci când se găsește pe un sol moale sau noroios. Rănile de tip chirurgical tind să fie cauterizate de o căldură intensă și realizate cu instrumente foarte ascuțite și precise, fără nicio sângerare evidentă. Adesea, carnea este scoasă de pe os într-o manieră exactă, cum ar fi eliminarea de carne din jurul maxilarului pentru expunerea mandibulei. 

## Explicații
Din momentul în care au apărut aceste rapoarte de pretinse mutilări de animale, s-au dat mai multe explicații cum ar fi descompunerea naturală, prădători normali, prădători necunoscuți (cum ar fi Chupacabra), extratereștrii, agențiile secrete guvernamentale sau militare și culte (satanice). "Mutilările" au fost obiectul a două anchete federale independente din Statele Unite ale Americii.

## Istoric
Charles Fort a strâns date despre mai multe cazuri de mutilări de bovine care au avut loc în Anglia la sfârșitul secolului al XIX-lea și începutul secolului al XX-lea.
Primele rapoarte privind bovine mutilate în Statele Unite au apărut în anii 1960 și se limitau în mare măsură la statele Pennsylvania și Kansas. Fenomenul a rămas în mare parte necunoscut în afara comunităților crescătorilor de vitelor până în 1967, atunci când ziarul Pueblo Chieftain din Pueblo, Colorado a publicat o poveste despre un cal numit Lady care a fost găsit mutilat în circumstanțe misterioase, la scurt timp știrea a fost preluată și răspândită în toată țara, acest caz fiind, de asemenea, primul în care s-au făcut speculații că extratereștrii și obiectele zburătoare neidentificate au fost cumva implicate în această mutilare.
La mijlocul anilor 1970, cazuri cu bovine mutilate au fost raportate în 15 state SUA, de la Montana la Dakota de Sud, și, de asemenea, din New Mexico în sudul Texasului. Senatorul democrat Floyd K. Haskell a contactat în 1975 FBI-ul ca urmare a îngrijorării publicului cu privire la aceste mutilări. El a afirmat că au existat aproximativ 130 de mutilări anormale în Colorado.

## Vezi și
- Specii pe cale de dispariție, film științifico-fantastic din 1982